# Amtsgericht Borgentreich
Das Amtsgericht Borgentreich war von 1879 bis 1932 ein Amtsgericht mit Sitz in Borgentreich.

## Geschichte
In Borgentreich bestand von 1849 bis 1879 die Gerichtskommission Borgentreich des Kreisgerichts Warburg.
Im Rahmen der Reichsjustizgesetze wurden 1879 reichsweit einheitlich Oberlandes-, Land- und Amtsgerichte gebildet.
Das königlich preußische Amtsgericht Borgentreich wurde mit Wirkung zum 1. Oktober 1879 als eines von 17 Amtsgerichten im Bezirk des Landgerichtes Paderborn im Bezirk des Oberlandesgericht Hamm gebildet. Der Sitz des Gerichts war die Stadt Borgentreich.
Sein Gerichtsbezirk umfasste aus dem Kreis Warburg den Stadtbezirk Borgentreich, aus dem Amt Borgholz die Landgemeinden Borgholz, Bühne, Körbecke, Drankhausen, Lütgeneder, Manrode, Muddenhagen, Natingen und Natzungen sowie den Gutsbezirk Dinkelburg, aus dem Amt Gehrden die Gemeindebezirke Auenhausen, Frohnhausen, Hampenhausen und Siddessen sowie aus dem Amt Peckelsheim die Gemeindebezirke Eissen, Schweckhausen und Willegassen sowie den Gutsbezirk Schweckhausen.
Am Gericht bestand 1880 eine Richterstelle. Das Amtsgericht war damit ein kleines Amtsgericht im Landgerichtsbezirk.
In Folge der Weltwirtschaftskrise wurden 60 Amtsgerichte als Folge von Sparverordnungen aufgehoben. Mit der Verordnung über die Aufhebung von Amtsgerichten vom 30. Juli 1932 wurde das Amtsgericht Borgentreich zum 30. September 1932 aufgehoben und sein Sprengel aufgeteilt. Die Stadtgemeinde Borgentreich und die Landgemeinden Bühne, Eissen, Körbecke, Lütgeneder, Manrode, Muddenhagen, Schweckhausen und Willegassen wurden dem Amtsgericht Warburg, die Landgemeinden Borgholz, Drankhausen, Natingen und Natzungen dem Amtsgericht Beverungen und die Landgemeinden Auenhausen, Frohnhausen, Hampenhausen und Siddessen dem Amtsgericht Brakel zugeordnet.